# Бородина Наталія Василівна
Бородина Наталія Василівна (біл. Наталля Васілеўна Барадзіна; 21 серпня 1953, Мінськ) — білоруська радянська спортсменка (тенісистка). Майстер спорту Міжнародного класу СРСР (1979) .

## Біографія
Закінчила Білоруський інститут народного господарства в 1974 році. З 1978 р. - інструктор Центральної ради Добровільного спортивного товариства «Червоний прапор» ( Мінськ ). Чемпіон Європи у командному чемпіонаті (1979, Сопот, Польща; 1980, Белград), срібний призер у парному розряді (1979), бронзовий призер у парному та змішаному парному розрядах, індивідуальний чемпіонат (1980). Чемпіон СРСР в особистому чемпіонаті (1977), у змішаному парному розряді (1979) .